# Gary Player
Gary James Player (Johannesburg, 1º novembre 1935) è un ex golfista sudafricano che con Jack Nicklaus e Arnold Palmer compone il terzetto di grandi giocatori cui si attribuisce il merito di aver reso il golf uno sport di enorme popolarità a livello mondiale.
Soprannominato il cavaliere nero per via dell'abbigliamento da gioco nero con cui era solito vestire, nel corso della sua carriera ha vinto complessivamente 163 tornei, ottenendo 9 vittorie nei 4 tornei Majors del circuito, che ha conquistato tutti almeno una volta.
È un celebre ideatore di percorsi e campi da golf: in tutto il mondo sono intorno a 400 i percorsi realizzati dietro suo progetto.

## Biografia
Player è nato a Johannesburg, in Sud Africa, il più giovane dei tre figli di Harry e Muriel Player. Quando aveva otto anni sua madre morì di cancro. Sebbene suo padre fosse spesso lontano da casa per lavorare nelle miniere d'oro, riuscì a prendere un prestito per acquistare un set di mazze affinché Gary potesse iniziare a giocare a golf. Il campo da golf Virginia Park a Johannesburg è il luogo in cui Player ha iniziato la sua storia d'amore con il golf. All'età di 14 anni, Player ha giocato il suo primo giro di golf e ha pareggiato le prime tre buche. All'età di 16 anni annunciò che sarebbe diventato il numero uno al mondo. All'età di 17 anni è diventato un giocatore di golf professionista.